# Déclaration de politique générale
En France, une déclaration de politique générale est prononcée par le Gouvernement devant le Parlement, lors de son entrée en fonction.

## Selon la Constitution

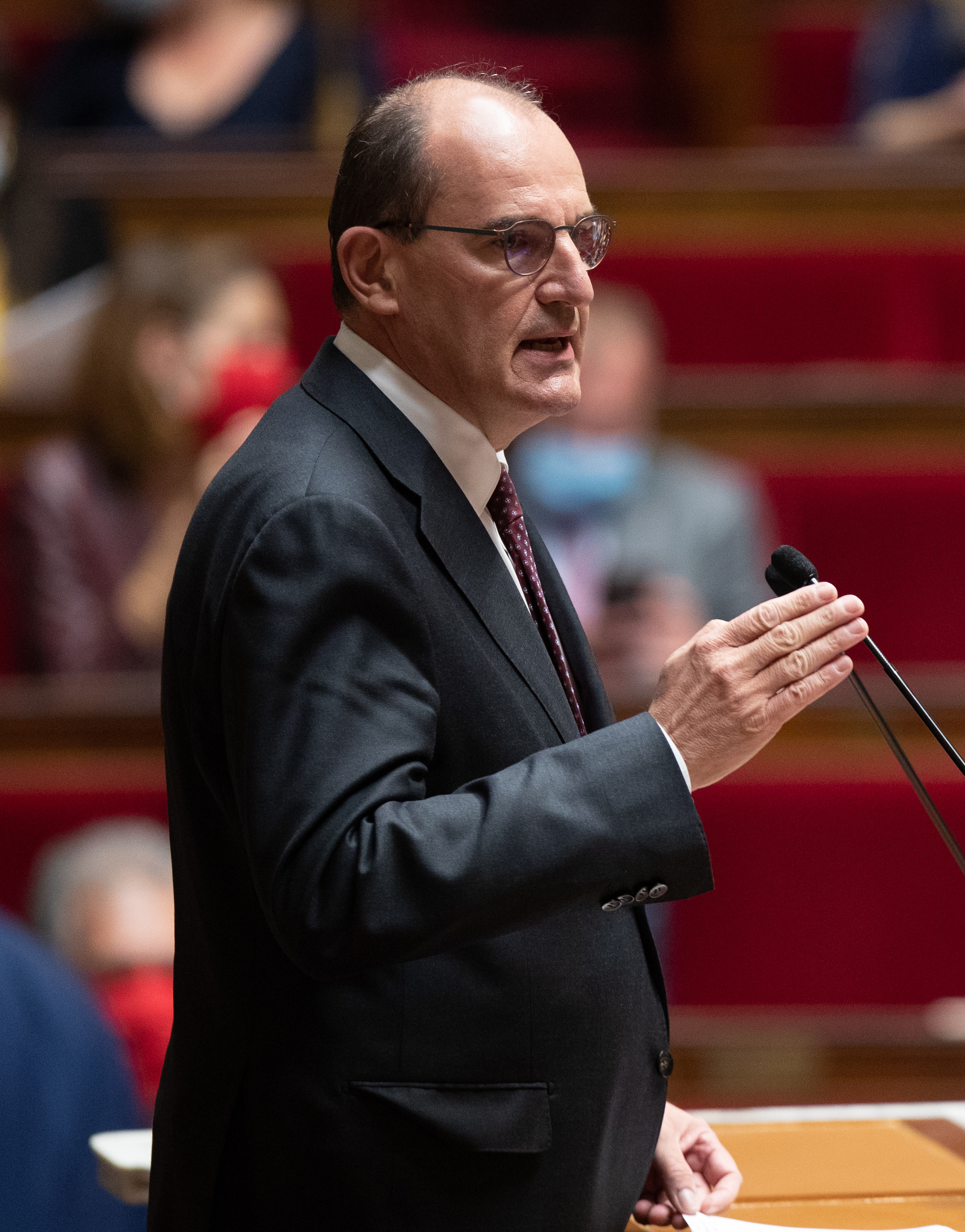
Jean Castex, Premier ministre, lors de la déclaration de politique générale le 15 juillet 2020 à l'Assemblée nationale.

La Constitution n’oblige pas à une déclaration de politique générale.
À l’Assemblée nationale, cette déclaration peut prendre la forme d’un engagement de responsabilité au sens de l’article 49 alinéa 1 de la Constitution. Si l’Assemblée désapprouve la déclaration, le Premier ministre doit remettre sa démission. Mais ceux n’ayant pas de majorité absolue ont prononcé la déclaration sans engager la responsabilité du Gouvernement.
Au Sénat,  le Premier ministre peut demander l’approbation d’une déclaration de politique générale (article 49 alinéa 4) ; la désapprobation de la déclaration n’a pas de conséquence. Selon la coutume, un membre du gouvernement peut lire simultanément la déclaration faite à l’Assemblée nationale.
Dans chacune des chambres, le Gouvernement peut demander une déclaration avec débat (article 132 du règlement de l’Assemblée nationale et article 50-1 de la Constitution depuis 2008, toutefois selon cet article, la déclaration ne peut porter que sur un « sujet déterminé », ce qui devrait éviter la confusion avec la déclaration de politique générale).

## Historique
Ci-après l'historique des discours de politique générale : 
| Date              | Premier ministre                             | Assemblée                                                                   | Forme     | Approbation |
| ----------------- | -------------------------------------------- | --------------------------------------------------------------------------- | --------- | ----------- |
| 15 janvier 1959   | Michel Debré                                 |                                                                             |           |             |
| 26 avril 1962     | Georges Pompidou                             |                                                                             |           |             |
| 17 juillet 1968   | Maurice Couve de Murville                    |                                                                             |           |             |
| 16 septembre 1969 | Jacques Chaban-Delmas (« Nouvelle société ») |                                                                             |           |             |
| 3 octobre 1972    | Pierre Messmer                               |                                                                             |           |             |
| 5 juin 1974       | Jacques Chirac                               |                                                                             |           |             |
| 5 octobre 1976    | Raymond Barre                                |                                                                             |           |             |
| 8 juillet 1981    | Pierre Mauroy                                |                                                                             |           |             |
| 23 juin 1982      | Pierre Mauroy                                |                                                                             |           |             |
| 6 avril 1983      | Pierre Mauroy                                |                                                                             |           |             |
| 19 avril 1984     | Pierre Mauroy                                |                                                                             |           |             |
| 24 juillet 1984   | Laurent Fabius                               |                                                                             |           |             |
| 9 avril 1986      | Jacques Chirac                               |                                                                             |           |             |
| 15 avril 1987     | Jacques Chirac                               |                                                                             |           |             |
| 3 décembre 1987   | Jacques Chirac                               |                                                                             |           |             |
| 29 juin 1988      | Michel Rocard                                | Assemblée nationale (et lecture simultanée au Sénat)                        | AN 132    |             |
| 22 mai 1991       | Édith Cresson                                | Assemblée nationale (et lecture simultanée au Sénat)                        | AN 132    |             |
| 7 février 1992    | Édith Cresson                                | Assemblée nationale (et lecture simultanée au Sénat)                        | AN 132    |             |
| 8 avril 1992      | Pierre Bérégovoy                             | Assemblée nationale (et lecture simultanée au Sénat)                        | AN 132    |             |
| 8 avril 1993      | Édouard Balladur                             | Assemblée nationale (et lecture simultanée au Sénat)                        | art. 49.1 |             |
| 23 mai 1995       | Alain Juppé                                  | Assemblée nationale (et lecture simultanée au Sénat)                        | art. 49.1 |             |
| 24 mai 1995       | Alain Juppé                                  | Sénat                                                                       | art. 49.4 |             |
| 2 octobre 1996    | Alain Juppé                                  | Assemblée nationale (et lecture simultanée au Sénat)                        | art. 49.1 |             |
| 8 octobre 1996    | Alain Juppé                                  | Sénat                                                                       | art. 49.4 |             |
| 19 juin 1997      | Lionel Jospin                                | Assemblée nationale (et lecture simultanée au Sénat)                        | art. 49.1 |             |
| 3 juillet 2002    | Jean-Pierre Raffarin                         | Assemblée nationale (et lecture simultanée au Sénat)                        | art. 49.1 |             |
| 4 juillet 2002    | Jean-Pierre Raffarin                         | Sénat                                                                       | art. 49.4 |             |
| 5 avril 2004      | Jean-Pierre Raffarin                         | Assemblée nationale (et lecture simultanée au Sénat)                        | art. 49.1 |             |
| 7 avril 2004      | Jean-Pierre Raffarin                         | Sénat                                                                       | art. 49.4 |             |
| 8 juin 2005       | Dominique de Villepin                        | Assemblée nationale (et lecture simultanée au Sénat)                        | art. 49.1 |             |
| 9 juin 2005       | Dominique de Villepin                        | Sénat                                                                       | art. 49.4 |             |
| 3 juillet 2007    | François Fillon                              | Assemblée nationale (et lecture simultanée au Sénat)                        | art. 49.1 |             |
| 4 juillet 2007    | François Fillon                              | Sénat                                                                       | art. 49.4 |             |
| 24 novembre 2010  | François Fillon                              | Assemblée nationale (et lecture simultanée au Sénat)                        | art. 49.1 | Oui         |
| 25 novembre 2010  | François Fillon                              | Sénat                                                                       | art. 49.4 | Oui         |
| 3 juillet 2012    | Jean-Marc Ayrault                            | Assemblée nationale (et lecture simultanée au Sénat)                        | art. 49.1 | Oui         |
| 4 juillet 2012    | Jean-Marc Ayrault                            | Sénat                                                                       | art. 50-1 | sans vote   |
| 8 avril 2014      | Manuel Valls                                 | Assemblée nationale (et lecture simultanée au Sénat)                        | art. 49.1 | Oui         |
| 9 avril 2014      | Manuel Valls                                 | Sénat                                                                       | art. 50-1 | sans vote   |
| 16 septembre 2014 | Manuel Valls                                 | Assemblée nationale (et lecture simultanée au Sénat)                        | art. 49.1 | Oui         |
| 13 décembre 2016  | Bernard Cazeneuve                            | Assemblée nationale (et lecture simultanée au Sénat)                        | art. 49.1 | Oui         |
| 14 décembre 2016  | Bernard Cazeneuve                            | Sénat                                                                       | art. 50-1 | sans vote   |
| 4 juillet 2017    | Édouard Philippe                             | Assemblée nationale (et lecture simultanée au Sénat)                        | art. 49.1 | Oui         |
| 5 juillet 2017    | Édouard Philippe                             | Sénat                                                                       | art. 50-1 | sans vote   |
| 12 juin 2019      | Édouard Philippe                             | Assemblée nationale (et lecture simultanée au Sénat)                        | art. 49.1 | Oui         |
| 13 juin 2019      | Édouard Philippe                             | Sénat                                                                       | art. 49.4 | Non         |
| 15 juillet 2020   | Jean Castex                                  | Assemblée nationale (et lecture simultanée au Sénat par Jean-Yves Le Drian) | art. 49.1 | Oui         |
| 16 juillet 2020   | Jean Castex                                  | Sénat                                                                       | art. 50-1 | sans vote   |
| 6 juillet 2022    | Élisabeth Borne                              | Assemblée nationale (et lecture simultanée au Sénat par Bruno Le Maire)     | art. 50-1 | sans vote   |
| 6 juillet 2022    | Élisabeth Borne                              | Sénat                                                                       | art. 50-1 | sans vote   |
| 30 janvier 2024   | Gabriel Attal                                | Assemblée nationale (et lecture simultanée au Sénat par Bruno Le Maire)     | art. 50-1 | sans vote   |
| 31 janvier 2024   | Gabriel Attal                                | Sénat                                                                       | art. 50-1 | sans vote   |
| 1er octobre 2024  | Michel Barnier                               | Assemblée nationale (et lecture simultanée au Sénat par Didier Migaud)      | art. 50-1 | sans vote   |
| 2 octobre 2024    | Michel Barnier                               | Sénat                                                                       | art. 50-1 | sans vote   |
| 14 janvier 2025   | François Bayrou                              | Assemblée nationale (et lecture simultanée au Sénat par Élisabeth Borne)    | art. 50-1 | sans vote   |
| 15 janvier 2025   | François Bayrou                              | Sénat                                                                       | art. 50-1 | sans vote   |